# Leonid Shmatko
Leonid Shmatko (1917-1981) - pintor ucraniano, un artista del arte monumental.

## Biografía
Nació 12 de marzo 1917 en Járkov.
Se graduó en el Instituto de Arte Estatal de Járkov (1937-1941, 1946-1949), donde estudió con S. Prokhorova, Кокель Алексей Афанасьевич, S. Besedin.
Participante de exposiciones republicanos y nacionales desde 1949.
Un miembro de la rama Járkov de la Unión de Artistas de Ucrania desde 1951.
Murió el 4 de febrero de 1981 en Járkov.

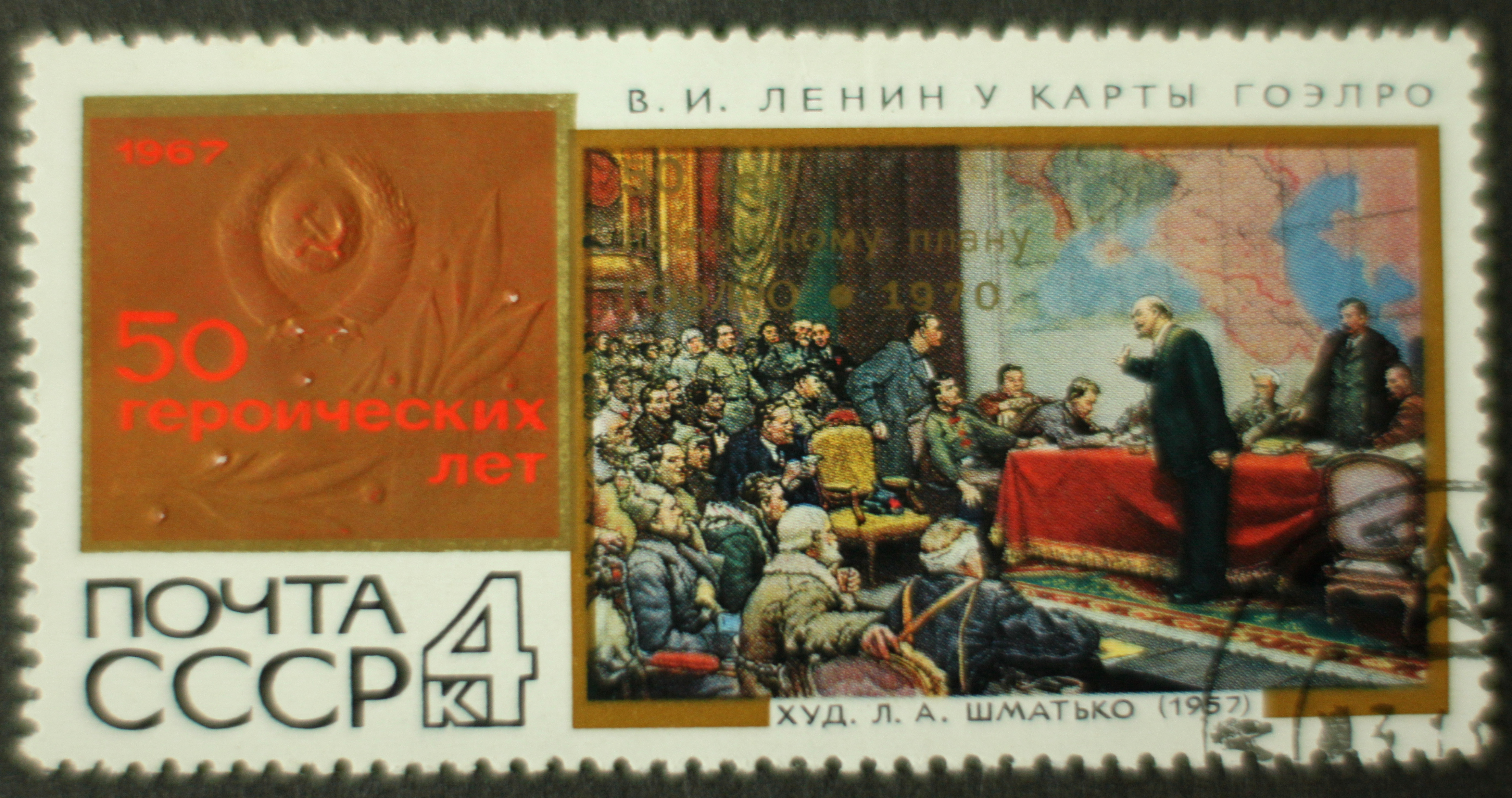
Quinquagésimo aniversario Unión Soviética

## Títulos y premios
- Artista de Honor de Ucrania (1977).

## Enlaces
- Wikimedia Commons alberga una categoría multimedia sobre Leonid Shmatko.

- / artistas / shmatko.htm Leonid Shmatko